# Floriano Peixoto, Rio Grande do Sul
Floriano Peixoto là một đô thị thuộc bang Rio Grande do Sul, Brasil. Đô thị này có diện tích 168,429 km², dân số năm 2007 là 2148 người, mật độ 12,75 người/km².